# EL-DE-Haus

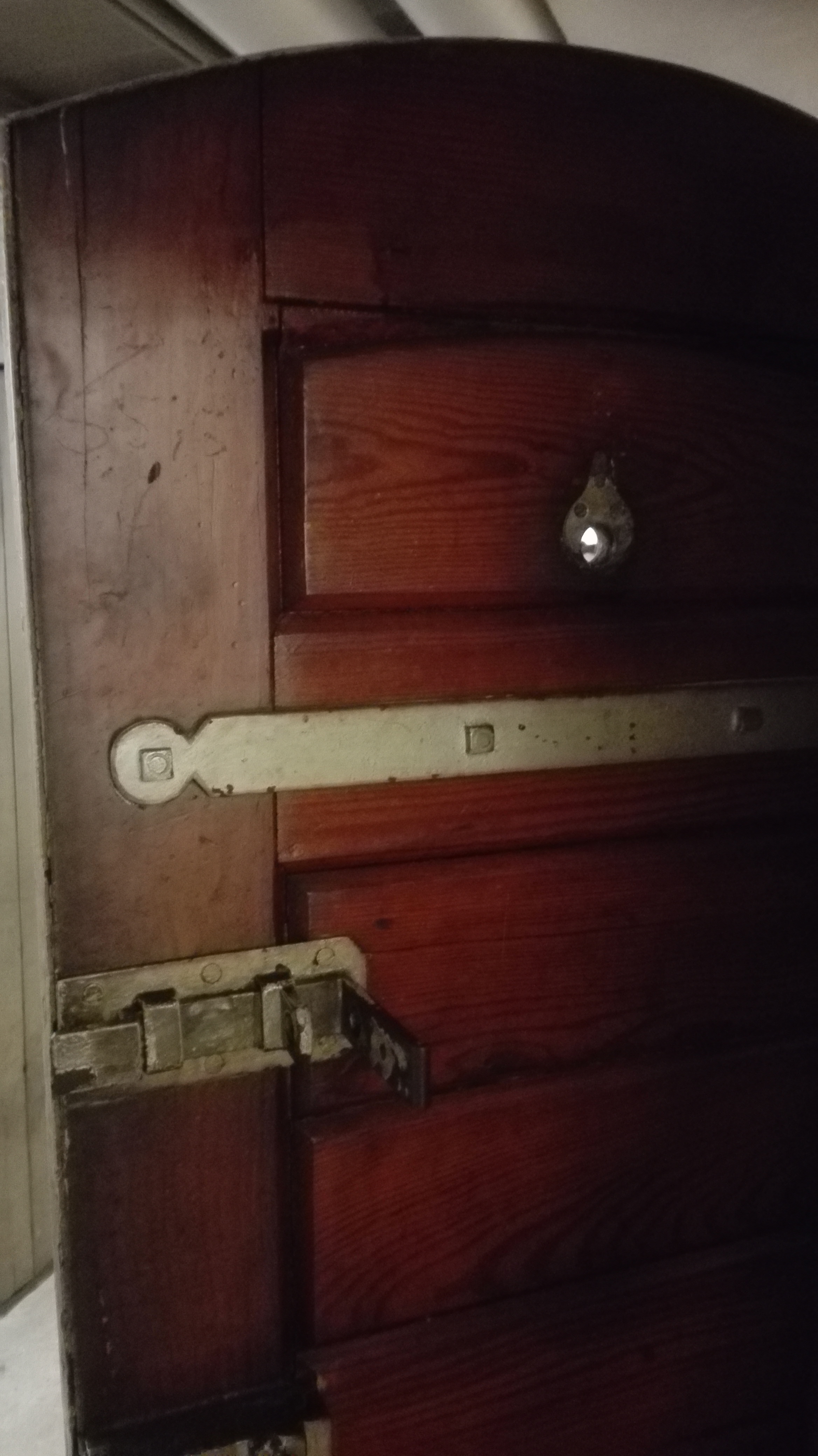

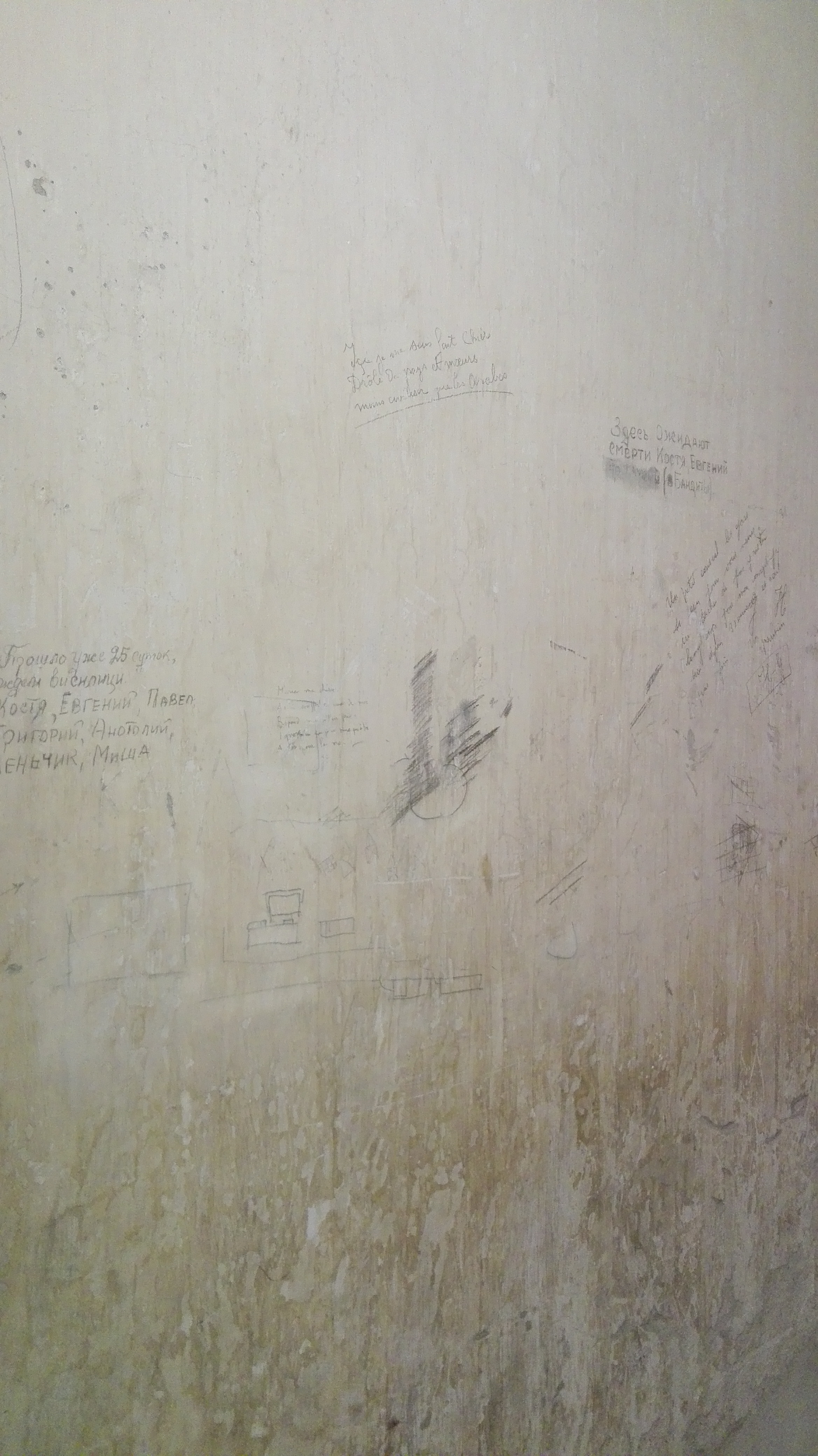

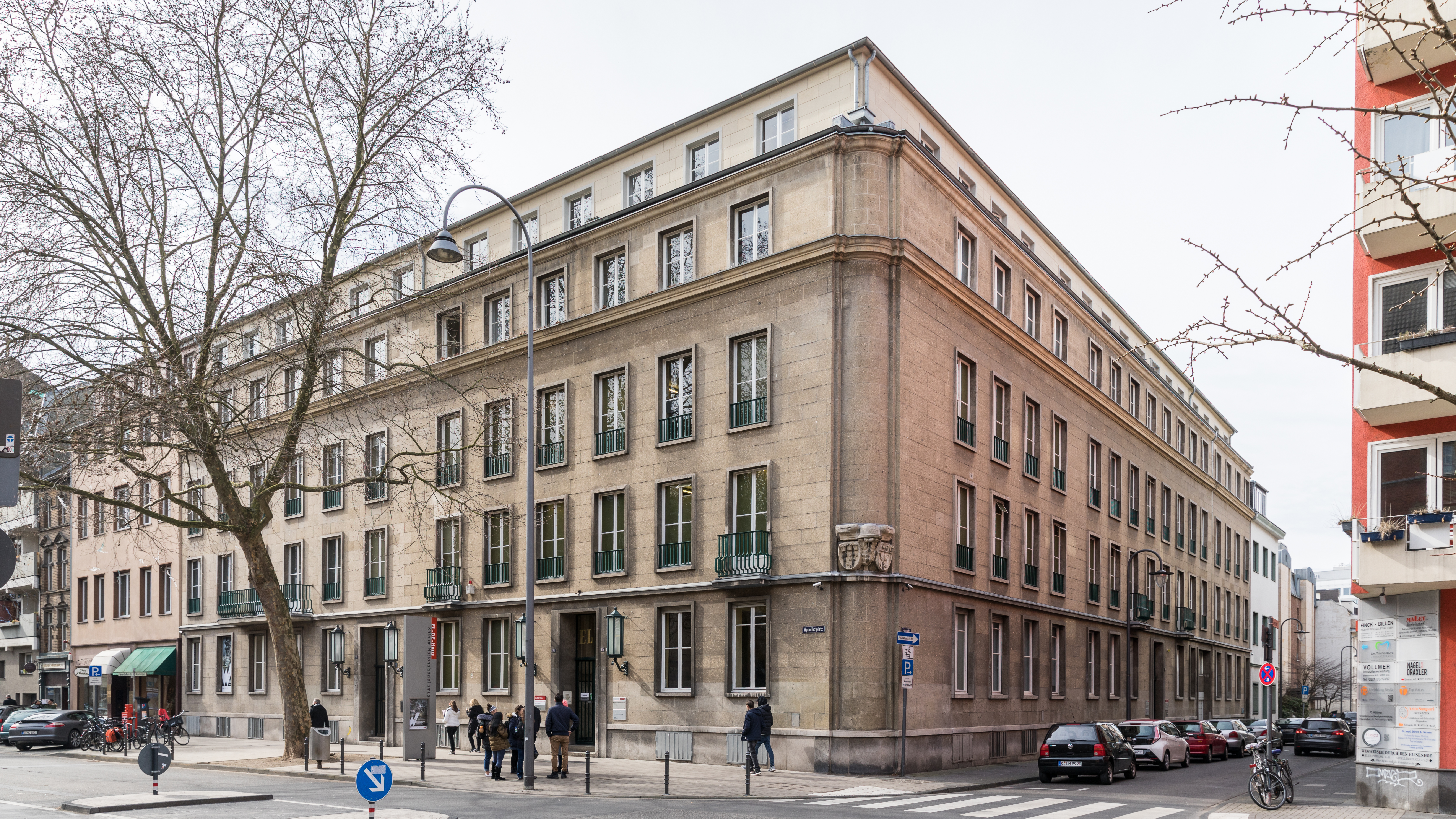
La Maison EL-DE aujourd'hui, vu de la place Appellhof

La maison EL-DE (en allemand : EL-DE-Haus) est une ancienne prison de la Gestapo, située dans le centre-ville Nord de Cologne, qui devint entre 1935 et 1945 l'incarnation de la terreur du régime nazi. Kurt Lischka en a été le chef de janvier à juin 1940. L'appellation EL-DE lui vient des initiales du commerçant colognais Leopold Dahmen (L. D.). 
Aujourd'hui, elle abrite le centre documentaire du Nazisme. 

## Les débuts
Le bâtiment fut construit sur l'ordre de Leopold Dahmen (1934/1935) d'après les plans de l'architecte Hans Erberichs. Il s'agissait d'un immeuble résidentiel et commercial situé sur l'Appellhofplatz, au coin de la Elisenstraße. Alors que les travaux étaient en cours, le bâtiment fut saisi par la Gestapo de Cologne et le bail, déjà conclus, fut rompu. Le 1er décembre 1935, la Gestapo de Cologne investit l'immeuble et fit construire dix cellules par des prisonniers. Celles-ci contenaient de petits lavabos ; d'autres commodités, tout aussi modestes, se trouvaient dans la cave du bâtiment. Celle-ci était accessible par deux marches très raides, protégées par une grille en fer. L'entrée principale se faisait par Appellhofplatz, l'entrée secondaire par l'Elisenstraße. Deux étroits couloirs disposés perpendiculairement séparaient les cellules 1 à 4 attenant à l'Elisenstraße du reste des cellules attenant à Appellhofplatz. Entre les cellules 4 et 5 se trouvait une chaufferie sur deux étages qui rétrécissait davantage le couloir. Les cellules du côté de l'Elisenstraße faisaient de 5,2  à   5,3 m2 ; les autres, attenant à Appellhofplatz, allaient de 4,6  à   9,3 m2 de surface. Dans l'arrière-cave se trouvait un abri antiaérien. Les prisonniers étaient logés dans les cellules pendant le temps de leur interrogatoire. Il s'est avéré par l'examen des inscriptions murales qu'ils avaient réalisés qu'ils devaient y rester pendant des semaines voire des mois.

## Les prisonniers
La plupart étaient des prisonniers de guerre et des travailleurs forcés, mais la Gestapo a aussi opéré contre les résistants. Parmi les personnes visées, citons notamment les membres du Groupe Ehrenfeld, dont certains faisaient partie du groupe des Pirates Edelweiss, ou encore les membres du "Comité Allemagne Libre". Parmi les personnes arrêtées, entre autres, Konrad Adenauer, ex-Chancelier fédéral, Jean Jülich et Gertrud Koch, Peter Schäfer et Hein Bitz. De nombreux prisonniers furent emmenés à l'EL-DE-Haus en provenance de la prison Klingelpütz et d'autres centres d'incarcération.

## Les interrogatoires
Au départ, les interrogatoires se déroulaient au niveau des cellules. Le bâtiment se trouvant en centre-ville, de nombreux passants entendaient les cris des prisonniers. Plus tard, les interrogatoires brutaux furent relégués à l'arrière-cave.

## Les exécutions
La Gestapo menait de nombreuses exécutions de masse, effectuées sans jugement. La Gestapo de Cologne recevait les autorisations du Bureau Principal de Sécurité du Reich à Berlin. La plupart des exécutions s'effectuaient par pendaison. Un gibet se trouvait non loin de la EL-DE-Haus et pouvait assurer la pendaison de sept personnes en même temps. Les cadavres étaient enterrés dans une fosse creusée par la Gestapo sur le cimetière de Bocklemünd ; leur transport était effectué par les véhicules municipaux de voirie. Aujourd'hui, 792 victimes sont enterrées dans ce cimetière. La dernière exécution à la EL-DE-Haus eut lieu le 2 mars 1945, peu avant l'arrivée des troupes américaines.

## Les témoignages des prisonniers et témoins d'époque
- (de) Gertrud Koch, Regina Carstensen, Edelweiß. Meine Jugend als Widerstandskämpferin, Rowohlt, 2006 (ISBN 978-3-499-62093-5)